# Zsoldos László
Zsoldos László, Ruzitska (Budapest, 1874. január 26. – Budapest, 1926. május 3.) hírlapíró, tárca- és novellaíró.

## Élete
Családi neve Ruzitska, a zeneszerző és zenepártoló Ruzitska család tagja, édesapja Ruzitska Ede, apai nagyapja Ruzitska György. Középiskolai tanulmányait a kegyesrendiek budapesti főgimnáziumában elvégezvén, a jogi pályára lépett, de jogi tanulmányait csakhamar abbahagyva hírlapíró lett. Sírja az Új köztemető 71-es parcellájában található.
Szépirodalmi és egyéb dolgozatai a következő lapokban jelentek meg 1893-tól kezdve: Magyarország, Hazánk, Magyar Ujság, Pesti Napló, Pesti Hírlap, Magyar Szó (melyben számos vezércikke, s Gale Ottó néven sok humoros krokija jelent meg), A Polgár, Budapesti Hírlap, Vasárnapi Ujság, Uj Idők, Élet, Magyar Lányok, stb.

## Munkái
1. Ősz (versek). Budapest, 1893.
2. Cato kutyám és egyéb történetek. Budapest, 1903.
3. Egy kosár szamócza. Budapest, 1904.
4. Barátom a huszárfőhadnagy és egyéb történetek. (Mikszáth Kálmán előszavával). Budapest, 1908. (2. k. u. ebben az évben).
5. A fekete huszár. Regény. Budapest, 1909. (megnyerte 1911. az MTA Ormódy-díját).
6. A muskátli és egyéb történetek (Kis Könyvt.). Budapest, 1911.
7. Három királyok. Budapest, 1912.
8. Vica regénye. Budapest, 1912.

Folyóiratokban megjelent regényei: Pamino (Vasárnapi Ujság). Fölfelé megyünk (Élet). A bűvös lapda (Jó Pajtás). A «Felhő» utasai (Zászlónk).